# Poisy
Ne doit pas être confondu avec Poissy.
Poisy est une commune française située dans le département de la Haute-Savoie (74), en région Auvergne-Rhône-Alpes.

## Géographie

### Situation
La commune est située à 5 km à l'ouest d'Annecy, sur un coteau en forme de grand balcon, surplombant Annecy et son lac.
- Altitudes : 385 m au bord du Fier, 510 m à la mairie, et 670 m à la montagne d'Age[1].

#### Communes limitrophes
| Sillingy | Sillingy | Epagny Metz-Tessy     |
| Nonglard | Poisy    | Annecy (Meythet)      |
| Lovagny  | Chavanod | Annecy (Cran-Gevrier) |

### Climat
Le climat y est de type montagnard en raison de la présence du Semnoz, du Mont Veyrier, mais également des Bauges et des Bornes. Cependant, les effets y sont quelque peu atténués en raison de la présence du lac qui tempère localement le bassin annécien, bien que les hivers restent froids en raison de l'altitude de la commune. La station de référence de Météo France, pour la ville de Poisy, se situe à une altitude de 458 mètres sur la commune de Meythet.

## Urbanisme

### Typologie
Au 1er janvier 2024, Poisy est catégorisée ceinture urbaine, selon la nouvelle grille communale de densité à sept niveaux définie par l'Insee en 2022.
Elle appartient à l'unité urbaine d'Annecy, une agglomération intra-départementale regroupant quatorze  communes, dont elle est une commune de la banlieue,,. Par ailleurs la commune fait partie de l'aire d'attraction d'Annecy, dont elle est une commune de la couronne,. Cette aire, qui regroupe 79 communes, est catégorisée dans les aires de 200 000 à moins de 700 000 habitants,.

### Occupation des sols
L'occupation des sols de la commune, telle qu'elle ressort de la base de données européenne d’occupation biophysique des sols Corine Land Cover (CLC), est marquée par l'importance des forêts et milieux semi-naturels (34,5 % en 2018), en diminution par rapport à 1990 (35,5 %). La répartition détaillée en 2018 est la suivante : 
forêts (34,5 %), zones urbanisées (28,3 %), terres arables (21,6 %), zones agricoles hétérogènes (6,6 %), prairies (6 %), zones industrielles ou commerciales et réseaux de communication (2,9 %).
L'IGN met par ailleurs à disposition un outil en ligne permettant de comparer l’évolution dans le temps de l’occupation des sols de la commune (ou de territoires à des échelles différentes). Plusieurs époques sont accessibles sous forme de cartes ou photos aériennes : la carte d'état-major (1820-1866) et la période actuelle (1950 à aujourd'hui). Pour le XVIIIe siècle, période durant laquelle Poisy faisait partie du royaume de Sardaigne, la Mappe sarde représente la répartition des hameaux, des prairies, des cultures, du vignoble et des forêts.

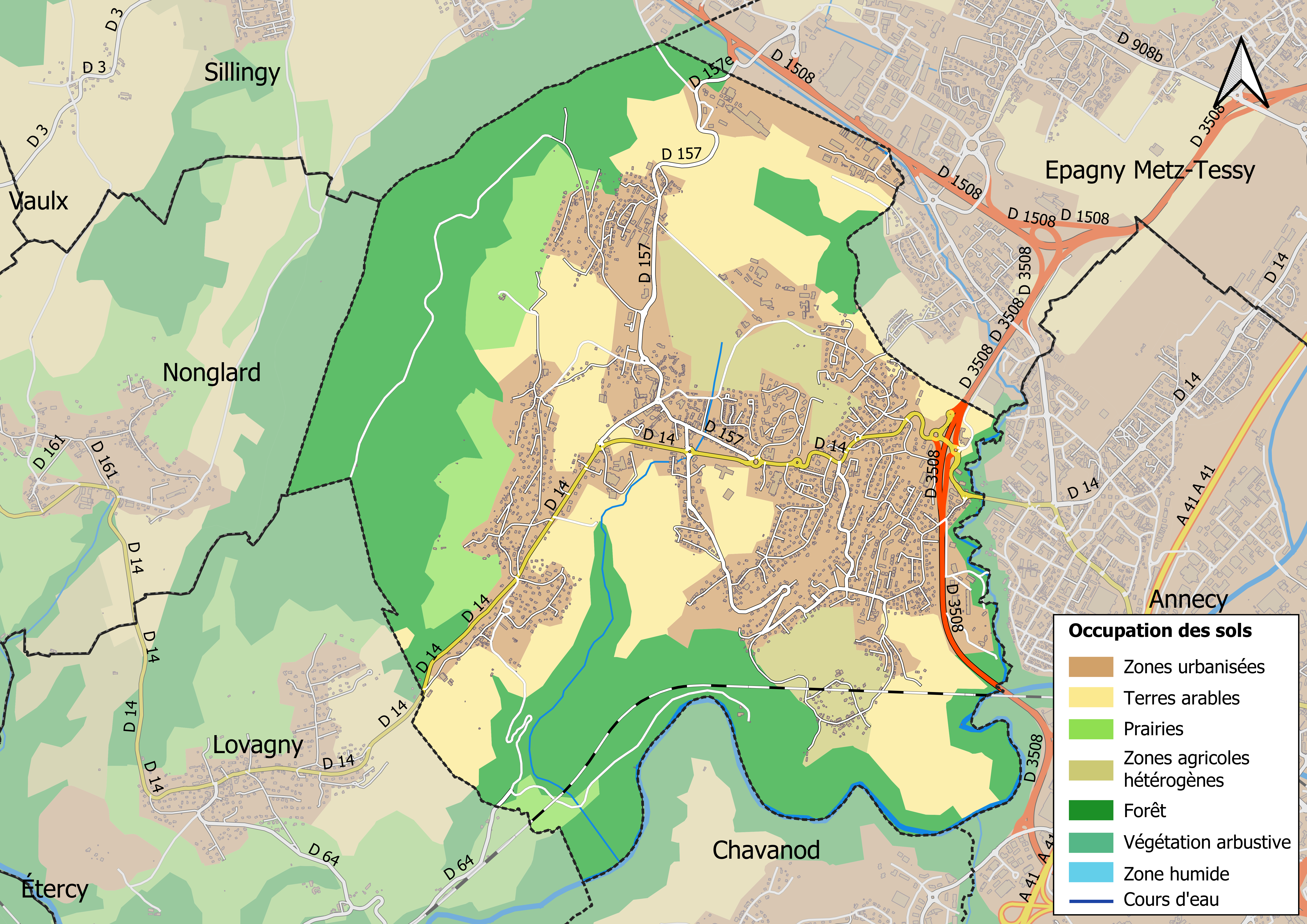
Carte des infrastructures et de l'occupation des sols en 2018 (CLC) de la commune.
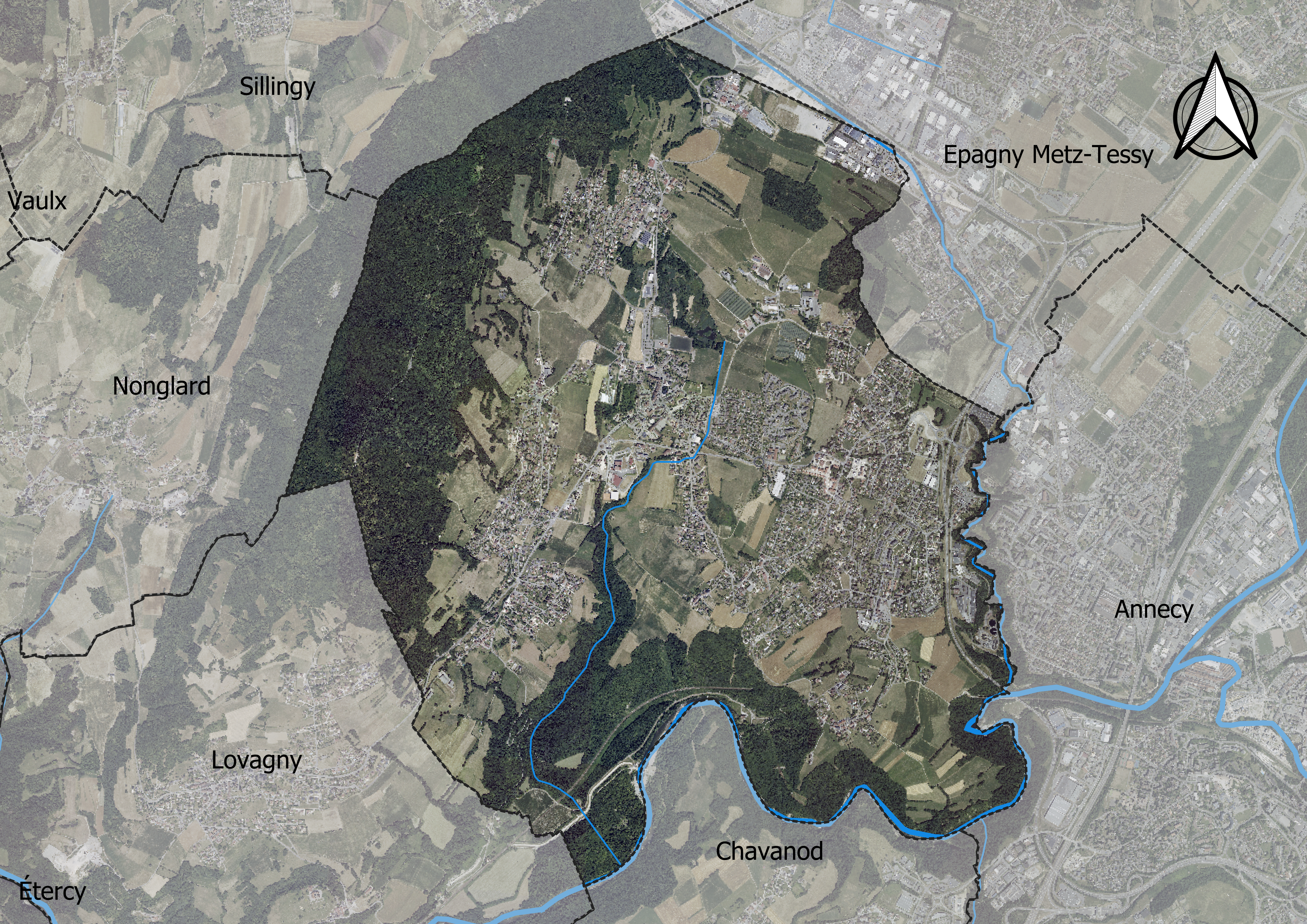
Carte orthophotogrammétrique de la commune.

#### Morphologie urbaine
La commune de Poisy est composée d'un village principal qui sert de chef-lieu, et de plusieurs hameaux.

#### Logement
- Une maison de retraite publique (EHPAD), nommée Les Ancolies.

## Toponymie
La paroisse est mentionnée dans la première moitié du XIVe siècle sous la forme Cura de Poysie (vers 1344),.
Le nom de la commune pourrait dérivé d'un nom de « domaine gallo-romain *Potiacum, dérivé avec le suffixe -acum du gentilice Potius »,.
Le site de la mairie présente plusieurs hypothèses : 
- ancienne forme Poësy[Quand ?] dérivant du savoyard Poë désignant puits.
- dérivation du mot Podium, désignant un balcon (situé au-dessus d'Annecy).
- dérivation de Potacium, nom d'un dieu, ou nom d'une villa.
- enfin, selon une tradition qui place un atelier monétaire au château de Macully où était fabriquée la Poise, une petite monnaie ayant cours à Genève, vers 1350. Ducis (1892) relevait déjà « On a cru que ce nom venait de Poisy et que l'établissement aurait été autrefois sur la commune de Poisy, ou au moins l'administration au château de Macully. C'est une triple erreur. Les poises ou peises étaient connues dans plusieurs anciennes provinces de France et le voisinage de Poisy n'y était pour rien. »[12]

En francoprovençal, le nom de la commune s'écrit Pouêzy, selon la graphie de Conflans.

## Histoire
Le site de Poisy semble occupé dès l'époque gallo-romaine. Les Romains construisirent aussi de larges routes empierrées pour desservir les villas (grands domaines ruraux) de Brassily, fondée par le général romain Brassilius, et de Marny, fondée par le Romain Mariniacus.
Les grandes invasions sont attestées par quatre groupes de tombes burgondes qui furent mises au jour de 1873 à 1950, dans le secteur de Vernod. Au XIXe siècle, un trésor burgonde du IIIe siècle a été trouvé comprenant une clochette en bronze, mais aussi des tuiles à rebord et des outils agricoles. Sous les dalles ont été trouvés des ossements et de nombreux petits objets et fragments. Dans ce même secteur, les Burgondes construisirent une petite église. Un autre trésor d'époque mérovingienne, daté de la fin du Ve siècle et début du VIe siècle, a été mis au jour dans la zone du marais, comprenant une boucle en cuivre et un très rare siège pliant en fer à croisillons droits incrustés de cuivre et damasquinés.
Au Moyen Âge, les moines investirent le site, apportant de nouvelles méthodes de travail, comme le labourage, et de nouvelles cultures (fèves, pois secs, blé, avoine, orge et froment), en complément de l'élevage traditionnel et de la chasse. Ils construisirent des bâtiments, les Maladières, pour y accueillir les malades (et une léproserie) et apporter leur aide aux nécessiteux. Dans un autre secteur, les Chenevières, ils cultivèrent le chanvre pour la confection des cordes, draps et habits, ils cultivèrent aussi l'œillette pour produire l'huile nécessaire aux lampes et à la table, et apprirent aux paysans, l'art et la manière, d'élever et soigner les abeilles, pour obtenir du miel et la cire nécessaire pour fabriquer les chandelles.
L'action des moines fut très bénéfique pour la commune, d'autant plus qu'ils donnèrent aux paysans et à leurs enfants la garantie de la jouissance des terres, en accordant des baux emphytéotiques, et au XIIe siècle, un prieuré fut construit à Poisy.
En 1404, par décision pontificale, le prieuré passa sous la dépendance des chanoines de l'abbaye d'Entremont-en-Bornes.
En avril 1645, l'abbé Marc-Antoine de Granery, de l'abbaye d'Entremont, prend possession du prieuré de Poisy, et de 1666 à 1672, il entreprend la restauration de cinq des bâtiments. Du prieuré il ne reste aujourd'hui que le clocher d'époque romane, et deux vitraux classés d'époque médiévale.
Poisy continua d'être une commune rurale, avec l'élevage comme principale activité, le lait était transformé en beurre et en fromages, pour être transportés et vendus à l'extérieur de la commune. En 1866, la commune avait 850 habitants, il fut fondé une coopérative fruitière-fromagère, qui comprit plus de 100 sociétaires dans les années 1930-1950.
En 1904, une centrale hydroélectrique est construite au pied de la colline de Brassilly, au bord du Fier. Elle est alimentée en eau par un tunnel de plus d'un kilomètre conduisant l'eau retenue par un barrage sur le Fier situé aux confins des communes de Poisy, de Cran-Gévrier et de Meythet. Cette centrale de Brassilly de la Société des Forces du Fier permet les premiers débuts de l'électrification des industries et de la ville d'Annecy.
Après la Seconde Guerre mondiale, le déclin du lait s'amorça (-25 % en 1975), puis s'accéléra encore plus rapidement. La mutation économique et le dynamisme d'Annecy attirèrent les jeunes, et les paysans devinrent ouvriers ou employés. La fruitière ferma définitivement ses portes en 1996, et fut démolie pour permettre la construction d'un immeuble moderne l'Agora avec crèche et halte-garderie en 1999.

## Politique et administration
La commune de Poisy appartient au canton d'Annecy-1, qui compte, selon le redécoupage cantonal de 2014, 9 communes et une fraction de la ville d'Annecy. Avant ce redécoupage, elle appartenait au canton d’Annecy-Nord-Ouest.
Elle relève de la communauté de communes du Grand Annecy.
Poisy relève de l'arrondissement d'Annecy et de la première circonscription de la Haute-Savoie, dont le député a été Bernard Accoyer (UMP) de mars 1993 jusqu'en 2017, puis Véronique Riotton depuis 2017.

### Liste des maires
| Période                                  | Période   | Identité       | Étiquette       | Qualité                                                   |
| ---------------------------------------- | --------- | -------------- | --------------- | --------------------------------------------------------- |
| Maire en 1971                            | mars 1983 | André Bérard   |                 |                                                           |
| mars 1983                                | mars 1989 | Louis Praz     |                 | Ingénieur                                                 |
| mars 1989                                | En cours  | Pierre Bruyère | DVD puis UMP-LR | Retraité des PTT Vice-président de Grand Annecy (2017 → ) |
| Les données manquantes sont à compléter. |           |                |                 |                                                           |

## Population et société
Ses habitants sont appelés les Poisiliens. Les Poisiliens sont appelés aussi Renolyes (prononcé [r(ə).nwɑːʎ]), terme arpitan signifiant grenouilles, à cause des nombreux batraciens qui peuplaient le marais de Poisy.

### Démographie
L'évolution du nombre d'habitants est connue à travers les recensements de la population effectués dans la commune depuis 1793. Pour les communes de moins de 10 000 habitants, une enquête de recensement portant sur toute la population est réalisée tous les cinq ans, les populations de référence des années intermédiaires étant quant à elles estimées par interpolation ou extrapolation. Pour la commune, le premier recensement exhaustif entrant dans le cadre du nouveau dispositif a été réalisé en 2007.
En 2022, la commune comptait 9 032 habitants, en évolution de +14,93 % par rapport à 2016 (Haute-Savoie : +6,01 %, France hors Mayotte : +2,11 %).
| 1793 | 1800 | 1806 | 1822 | 1838 | 1848 | 1858 | 1861 | 1866 |
| ---- | ---- | ---- | ---- | ---- | ---- | ---- | ---- | ---- |
| 544  | 477  | 508  | 550  | 714  | 780  | 827  | 800  | 850  |

| 1872 | 1876 | 1881 | 1886 | 1891 | 1896 | 1901 | 1906 | 1911 |
| ---- | ---- | ---- | ---- | ---- | ---- | ---- | ---- | ---- |
| 824  | 822  | 768  | 752  | 723  | 679  | 670  | 650  | 680  |

| 1921 | 1926 | 1931 | 1936 | 1946 | 1954 | 1962  | 1968  | 1975  |
| ---- | ---- | ---- | ---- | ---- | ---- | ----- | ----- | ----- |
| 647  | 629  | 629  | 633  | 683  | 838  | 1 155 | 1 717 | 2 407 |

| 1982  | 1990  | 1999  | 2006  | 2007  | 2012  | 2017  | 2022  | - |
| ----- | ----- | ----- | ----- | ----- | ----- | ----- | ----- | - |
| 2 902 | 4 316 | 5 487 | 6 221 | 6 310 | 7 017 | 8 124 | 9 032 | - |

## Jumelages
Pisogne (Italie)

### Enseignement

#### Établissements d'enseignement
- une crèche-halte-garderie 1999 ;

Trois écoles élémentaires accueillant 760 élèves à la rentrés scolaire de septembre 2022:
- Groupe scolaire du Chef-lieu, comportant 4 classes maternelles et 9 classes primaires
- Groupe scolaire de Brassilly avec 4 classes maternelles et 6 classes primaires
- Groupe scolaire du Parc, ouvert en 2020, avec 3 classes maternelles et 5 classes primaires.

Un collège public :
- collège Simone Veil recevant 530 collégiens en 2022-2023[21]

Un Lycée privé, École d'agriculture de Poisy en 1965, puis Lycée Agricole de Poisy en 1972 devenant en 2013 l'Institut des sciences de l'environnement et des territoires d'Annecy - ISETA (par fusion avec deux autres établissements à Chavanod et Sevrier)avec des formations:
- Bac général sciences du vivant (enseignement général et technologique)
- Bac sciences et technologies de l'agronomie et du vivant (agriculture)
- Trois bacs professionnels

#### Enseignement supérieur
L'ISETA dispose de plusieurs formations supérieures agricoles:
- BTSA (Brevet de Technicien Supérieur Agricole) conduite d'entreprise agricole, aquaculture, gestion forestière et gestion et protection de la nature.
- Licences Professionnelles en génie écologique, aquaculture.

#### Établissements spécialisés
- Le centre AFPA (Association nationale pour la formation professionnelle des adultes) ;
- le CFA Centre d'élevage de Poisy, pôle de formation des chambres d'agriculture de Rhône-Alpes, Jura et Saône-et-Loire depuis 1965.

## Économie

### Revenus de la population et fiscalité
- En 2023 foncière bâtie 21,74 %

### Entreprises de l'agglomération
Poisy a perdu progressivement sa vocation rurale, pour se transformer en une banlieue résidentielle d'Annecy, avec ses belles maisons et ses beaux immeubles. Les quelques agriculteurs restants se sont regroupés en GAEC. De 838 habitants en 1954, la population est passée à 2 526 en 1975, à 4 565 en 1990 et 8 522 en 2020.
Plus de 250 petites et moyennes entreprises, de l'industrie, du BTP, du commerce et des services, se sont installées dans les quatre sites d'activités économiques : Valparc, Parc du Calvi, Les champs de Beufan et le Pré de Séran. Elles emploient près d'un millier de personnes.

### Culture
Au centre de Poisy se trouve une école de musique organisant plusieurs activités dont des cours d'instrument, de solfège, d'éveil musical, de théâtre, mise à disposition de locaux de répétition pour des groupes de musiques actuelles. L'école de musique organise également des évènements tels que des auditions d'élèves, la fête de la musique ou encore des concerts de musiques actuelles où se produisent les groupes de l'école de musique. Il y a également une bibliothèque située juste à côté de l'école de musique.

## Culture locale et patrimoine

### Lieux et monuments

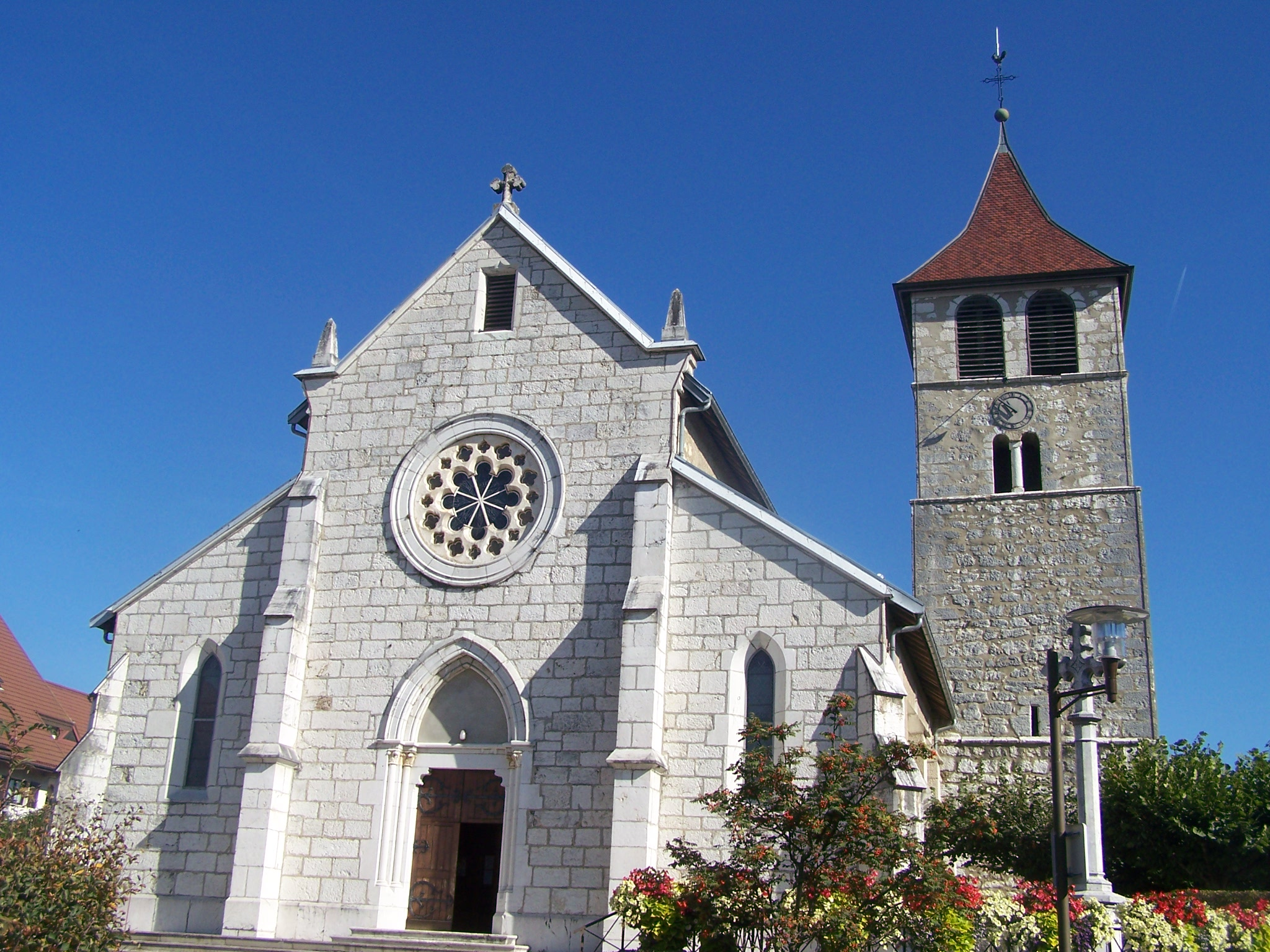
L'église Saint-Martin.

- Église dédiée au saint patron Martin, édifiée dans style néo-gothique au XIXe siècle et associé à un clocher roman (XIIe siècle). Elle possède des chapiteaux cubiques, rares ornements de l'édifice[23]. Elle dispose également de deux vitraux du XVe siècle. Une église primitive semble avoir été présente sur le même emplacement dès le XIe siècle.
- Château de Macully, détruit à la suite d'un tremblement de terre, en juillet 1996[24].
- Parc de l'école d'agriculture[25].

### Espaces verts et fleurissement
En 2014, la commune obtient le niveau « deux fleurs » au concours des villes et villages fleuris.

### Dans les arts
La série télévisée Les Revenants, récompensée aux Emmy Awards 2013, a été tournée en 2012 essentiellement dans la ville de Poisy. Plusieurs scènes se déroulent dans la mairie du village, qui a été transformée en poste de gendarmerie lors du tournage. Ce lieu est ainsi un point clé de la série.

### Héraldique
| Armes de Poisy | Les armes de Poisy se blasonnent ainsi : D'azur à la devise dentelée sur la partie haute, sommée d'un chateau donjonné de trois tours et en pointe de trois épis de blé arrachés, le tout d'or. |